# Billy Starr
Billy Starr (* 30. Dezember 1913 in Wesleyville, Kentucky; † 4. Juni 1981) war ein US-amerikanischer Country-Musiker, der auch unter den Namen Bill Stallard, Indian Bill und Billie Starr bekannt wurde.

## Leben
Billy Starrs Geburtsdatum ist umstritten. Familienmitglieder geben 1913 als sein Geburtsjahr an, aber Fachmagazine der damaligen Zeit schrieben, dass er 1918 geboren wurde. Im Alter von 15 Jahren zog er nach Portsmouth, Ohio, wo er seine Karriere als Musiker startete. Er bekam dort einen Job bei einer lokalen Radiostation, als der Leiter des Senders ihn hatte spielen hören.
1942 arbeitete Starr als „Indian Bill“ mit Cowboy Copas und dessen Partner Natchee bei WSAZ in Huntington, West Virginia. Zusammen mit seiner Frau Evalina Stallard, bekannt als „Little Montana“, war Starr auch Teil der Gruppe Hill-Billie Varieties. Zwei Jahre später war Starr bei WIBC in Indianapolis, Indiana, aktiv.
Bereits ein Jahr später zog Starr nach Fort Wayne, Indiana, wo er als „Bill Stallard“ regulär im Hoosier Hop auftrat. 1946 organisierte Starr in Chattanooga, Tennessee, einmalig eine Country-Show mit den Grand-Ole-Opry-Stars Uncle Dave Macon, Curly Fox und Texas Ruby, den Cackle Sisters und Natchee, dem Fiddler aus West Virginia. Es war eine der größten Shows der damaligen Zeit in den Südstaaten. Im selben Jahr reiste Starr nach Hollywood, um Filme zu drehen. Jedoch ist bis heute kein einziger Film bekannt, in dem Starr mitspielte.
Im Februar 1946 hatte sich Starr zusammen mit Little Jimmy Dickens dem Programm des Sender WIBW aus Topeka, Kansas, angeschlossen. In dessen Programm waren beide Musiker oft zu hören und traten auch in der Samstagabend-Show Kansas Roundup auf. Zur selben Zeit arbeitete Starr auch in St. Louis, Missouri, bei KMOX und deren Old Fashioned Barn Dance. Ende 1948 verließ Starr WIBW und begann bei KXLA und später KMPC aufzutreten. Für KMPCs neuen Country Carnival Barn Dance fungierte er auch als Moderator. 1947 machte Starr für ein unbekanntes Label seine ersten Aufnahmen; darunter befand sich der Truck Driver’s Blues.
Ab 1950 managte Starr seinen alten musikalischen Partner Cowboy Copas und unternahm mit ihm zusammen auch Tourneen. Bereits um 1946 hatte er verschiedenen Songs als Mitglieder der Down Homers geschrieben und 1951 machte er für das London-Label seine Aufnahme Steppin’ Out. Der Song wurde sehr populär und von Stars wie Mervin Shiner, Johnny Bond, Jimmy Wakely, Ernest Tubb und Cowboy Copas aufgenommen. Im selben Jahr kam er zu einem Plattenvertrag bei Columbia Records und wechselte 1953 zu Imperial Records, wo er eine Country-Version des Rhythm-and-Blues-Klassikers Hound Dog aufnahm. In den nächsten Jahren spielte er für verschiedene kleinere Labels Platten ein, die erfolglos blieben.
Über Starrs weitere Karriere ist nichts bekannt. Er war vier Mal verheiratet und starb 1981 völlig verarmt.
Billy Starr ist nicht identisch mit dem Rock-’n’-Roll-Sänger Bill Starr, der ab 1960 drei Singles veröffentlichte.

## Diskografie
| Jahr             | Titel                                                 | #                  | Anmerkungen |
| ---------------- | ----------------------------------------------------- | ------------------ | ----------- |
| London Records   |                                                       |                    |             |
| 1951             | Steppin’ Out /?                                       |                    |             |
| Columbia Records |                                                       |                    |             |
| 1951             | The Last Time / Steppin’ Out Again                    |                    |             |
| 1951             | Don’t Be Angry Darling / You’re Back a-Cheatin’       |                    |             |
| 1951             | If You Come Home and Find Me Gone / Cruel Cold Heart  |                    |             |
| 1951             | Where You Go, My Heart Goes Too / Oh Yes I’m Lonely   |                    |             |
| 1952             | Baby Don’t Cry / Angel In Person                      | 20928              |             |
| 1952             | There’s an Ache In My Heart / Tomorrow You’ll Be Free |                    |             |
| Imperial Records |                                                       |                    |             |
| 1952             | Gonna Play The Field / If Only I Had Your Heart       |                    |             |
| 1953             | Lonely Lonesome World / Angels                        |                    |             |
| 1953             | Hound Dog / Borrowed Heart                            |                    |             |
| Twy-Lite Records |                                                       |                    |             |
|                  | I Wanta / ?                                           |                    |             |
|                  | ? / ?                                                 |                    |             |
| ARK Records      |                                                       |                    |             |
|                  | Steppin’ Out / ?                                      |                    |             |
| Clarion Records  |                                                       |                    |             |
|                  | A Million Lonely Tears / At the End of the Way        | C-101              |             |
|                  | Blue Pacific Waltz / Danger Zone                      | C-102              |             |
| Sonstige Titel   |                                                       |                    |             |
| 1947             | Truck Driver’s Blues                                  | [Status unbekannt] |             |